# Acacia areolata
Acacia areolata — вид квіткових рослин з родини бобових, що зростає в Австралії: пн. Західна Австралія. Батьківщиною цього виду плетених є регіон Кімберлі в Західній Австралії, його ареал простягається від мису Лондондеррі на півночі до Карсонського укосу на півдні в біорегіоні Північний Кімберлі в Західній Австралії. Зазвичай він росте на латеритних або піскових ґрунтах у відкритих лісових спільнотах. Це розлогий кущ із зігнутими філодіями, китицями з одного або двох колосів жовтих квіток у пазухах, і з вузько-видовженими до довгастих стручків завдовжки до 75 мм.

## Морфологічний опис
Це розлогий кущ, який зазвичай досягає висоти 2–4 метри, іноді до 8 метрів або рідко розпростертий. Його кора сіро-коричнева з тріщинами, гілочки голі та іржаво-коричневі. Філодії зазвичай прямі, від напівеліптичних до вузькоеліптичних або яйцеподібних, 60–120 × 20–40 мм, голі, зелені або вкриті білим борошнистим нальотом. Квітки розташовані по одному або по два колоски в пазухах, з густо розташованими жовтими квітками. Цвітіння переважно припадає на червень. Плід — прямий, вузько-видовжений або видовжений стручок, 25–75 × 9–15 мм, містить стисле, широкоеліптичне чорне насіння 6–7 мм завдовжки.